# Experience (Ludovico Einaudi)
Experience è un brano musicale del pianista italiano Ludovico Einaudi, tratto dall'album In a Time Lapse.

## Nella cultura di massa
Il brano fa parte della colonna sonora dei film Samba e Quasi amici, oltre ad essere la musica che accompagna la Buonasera di Massimo Gramellini nel programma TV Le parole della settimana ed è usata in una scena del film Il primo giorno della mia vita.
La pattinatrice Evgenija Medvedeva ha usato il brano per il proprio programma del 2018-19.